# Носители на орден „Свети Александър“ втора степен
Това е списък на наградените с орден „Свети Александър“ втора степен. Орденът представлява голям офицерски кръст. Кръстът е с бял емайл, носи се на червена лента за шия – има звезда.

## Списък

### А
- Барон Фердинанд Андриан Вербург, таен съветник[1] (1911)
- Генерал-майор Ернст фон Айзенхарт-Роте, генерал-инспектор на Германската действаща армия[2] (1917)
- Полковник Георг Алгрен, легационен съветник при легацията на Кралство Швеция в Цариград[3] (1919)
- Бернардо Алмейда, министър-резидент, съветник в посолството на Кралство Испания в Париж[4] (1921)
- Генерал-лейтенант Пиетро Аго, началник на дивизията в Перуджа[5] (1930)
- Али Аслани, управляващ албанската легация в София[6] (1930)
- Бригаден генерал Йован Антич, началник на отделение в Югославски Генерален щаб[7] (1934)
- Генерал-майор Рашко Атанасов, Министър на вътрешните работи и народното здраве[8] (1935)
- Бригаден генерал Петър Арачич, началник на отделение в Югославски Генерален щаб[9] (1935)

### Д
- Полковник Джевад бей, началник-щаб на 1-ва инспекция в Цариград[10] (1910)
- Генерал-майор Янко Драганов, маршал на Двореца[11] (1913)
- Антон Драндар, писател (с мечове)[12] (1917)
- Морис Домони, директор на кралското унгарското анонимно речно и морско параходно дружество[13] (1917)
- Георги Данаилов, бивш министър на търговията, промишлеността и труда[14] (1918)
- Генерал-майор Алфред Дитрих, командир на 6-а резервна дивизия от Имперската Германска армия (с мечове)[15] (1918)

### Е
- Полковник Ото фон Есторф, флигел адютант на Негово Величество Германския император (с мечове)[16] (1916)

### Т
Ген-майор Тодор Антонов-командир на 2 конен полк (1938)